# اوراسیاگرایی

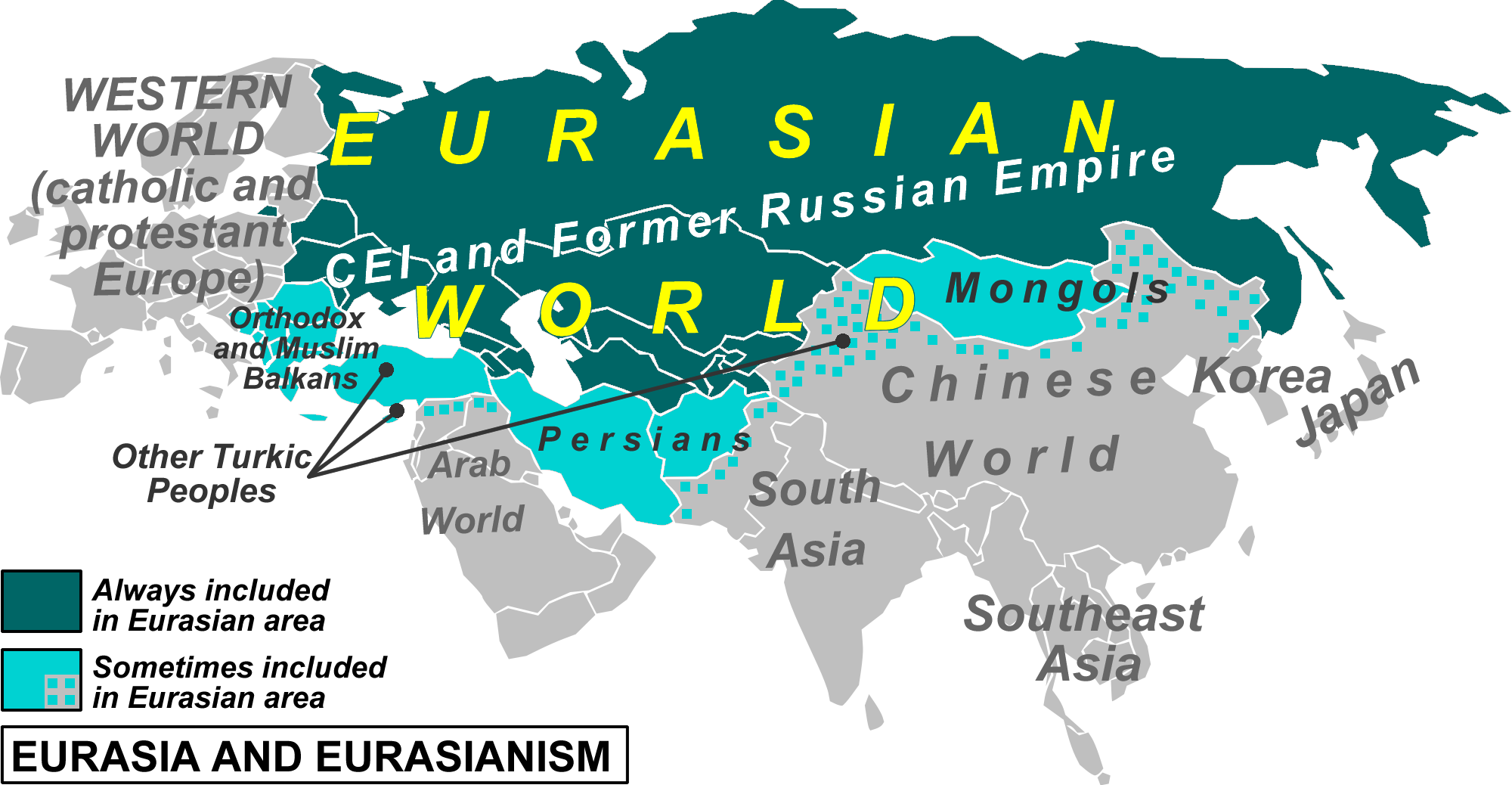
اوراسیانیسم

اوراسیانیسم یا اوراسیاگرایی (به روسی: евразийство, yevraziystvo، به انگلیسی: Eurasianism) یک اصطلاح در علوم سیاسی، جغرافیای سیاسی و روابط بین‌الملل است که به گرایشی سیاسی در روسیه و پیش از آن در جامعهٔ مهاجران سفید آن کشور اشاره دارد مبنی بر اینکه تمدن روسیه به صورت یکجانبه اروپایی یا آسیایی نیست، بلکه به مفهوم ژئوپولیتیک اوراسیا تعلق دارد. این گرایش در دههٔ ۱۹۲۰ توسعه پیدا کرد و پیروان آن از انقلاب بلشویکی نیز دفاع می‌کردند؛ اما دفاع آن‌ها نه در راستای اهداف انقلاب بلشویکی مبنی بر دستیابی به جامعهٔ کمونیستی، بلکه به این دلیل بود که معتقد بودند اتحاد جماهیر شوروی جای پای لازم برای آغاز راهی است که هویت ملی جدیدی را ایجاد می‌کند که ویژگی‌های یگانهٔ موضع ژئوپولیتیک روسیه را منعکس کند. این جنبش پس از سقوط شوروی در پایان سدهٔ بیستم بار دیگر اندکی جان گرفت و در گرایش پان‌تورانیسم در میان ملیت‌های ترک و اورال نمود یافت.